# Hiroyuki Shirai
Hiroyuki Shirai (født 17. juni 1974) er en japansk fodboldspiller. Han var en del af den japanske trup ved Sommer-OL 1996.